# Мърсър (окръг, Кентъки)
Вижте пояснителната страница за други значения на Мърсър.
Окръг Мърсър (на английски: Mercer County) е окръг в щата Кентъки, Съединени американски щати. Площта му е 655 km², а населението - 20 817 души (2000). Административен център е град Харъдсбърг (най-старият град в Кентъки, основан на 16 юни 1774 г.).